# Empty the Bones of You
Empty The Bones Of You — альбом Криса Кларка, выпущенный в 2003 году. Дизайн обложки выполнен The Designers Republic.

## Список композиций
| №   | Название                 | Длительность |
| --- | ------------------------ | ------------ |
| 1.  | «Indigo Optimus»         | 5:22         |
| 2.  | «Holiday as Brutality»   | 3:24         |
| 3.  | «Empty the Bones of You» | 2:39         |
| 4.  | «Early Moss»             | 2:56         |
| 5.  | «Tyre»                   | 1:12         |
| 6.  | «Tycan»                  | 4:19         |
| 7.  | «Wolf»                   | 6:21         |
| 8.  | «Slow Spines»            | 3:38         |
| 9.  | «Umbilical Hut»          | 3:41         |
| 10. | «Farewell Track»         | 3:06         |
| 11. | «Sun Too Slow»           | 0:56         |
| 12. | «Gavel: (Obliterated)»   | 3:46         |
| 13. | «Gob Coitus»             | 3:11         |
| 14. | «Betty»                  | 4:23         |

## Восприятие
Альбом получил положительные отзывы критиков. Рецензент из Allmusic поставил альбому три звезды из пяти, сказав, что ничего нового альбом в мир музыки не приносит, а основа у него достаточно пресная, но при этом похвалив отличную атмосферу жанра IDM и заключив, что «с более сильным материалом для работы очевидные навыки Кларка как инженера и продюсера, скорее всего, принесут изысканные плоды». Александер Ллойд из Pitchfork оценил альбом на 7.8 баллов из 10, сказав, что он состоит из «хорошо исполненных, но плохо запоминающихся произведений», но целом назвав его более хорошим, чем первый альбом исполнителя.